# 阿耳西诺厄斯混沌区
阿耳西诺厄斯混沌 (Arsinoes Chaos) 是火星珍珠湾区的一处直径约200 公里的混沌地形，其坐标位置为南纬 7.66 °、西经27.9 °。它的名称取名自托勒密和贝勒尼基的女儿，古埃及女王阿尔西诺伊二世。
火星上的混沌地形较为独特，地球上没有任何与之相类似的地貌。混沌地形通常由不规则的大地块群构成，有些地块体方圆达有数十公里，高达100米以上。倾斜和平坦的地块形成了数百米深的洼地。混沌区可由穿插着山谷的桌山、地垛和山丘等混杂特征所组成，有些地方看上去呈图案状。这片混沌区的一些部分还没有完全坍塌，它们仍保持为巨大的台地，因此，可能仍然含有水冰。 
阿尔西诺厄斯混沌区的一些地垛和桌山显示有分层，火星上许多地方的岩石都呈层状结构。形成层状岩的方式可以有多种：火山、风或水都能产生分层。地层可在地下水的作用下变硬，火星上的地下水可能移动了数百公里。在这一过程中，水溶解了所渗透岩石中的许多矿物质。当地下水在含有沉积物的低洼区渗出地表时，会在稀薄的大气中蒸发，并留下矿物质作为沉积物和/或胶结剂。因此，由于层层尘埃被粘合在一起的，使得它们后来不会被轻易侵蚀掉。在地球上，富含矿物质的水在蒸发后，经常会形成各类大规模的盐和其它矿物沉积物。
在火星沉积地质学中可通过很多发现的示例来详细论述分层。

## 图集

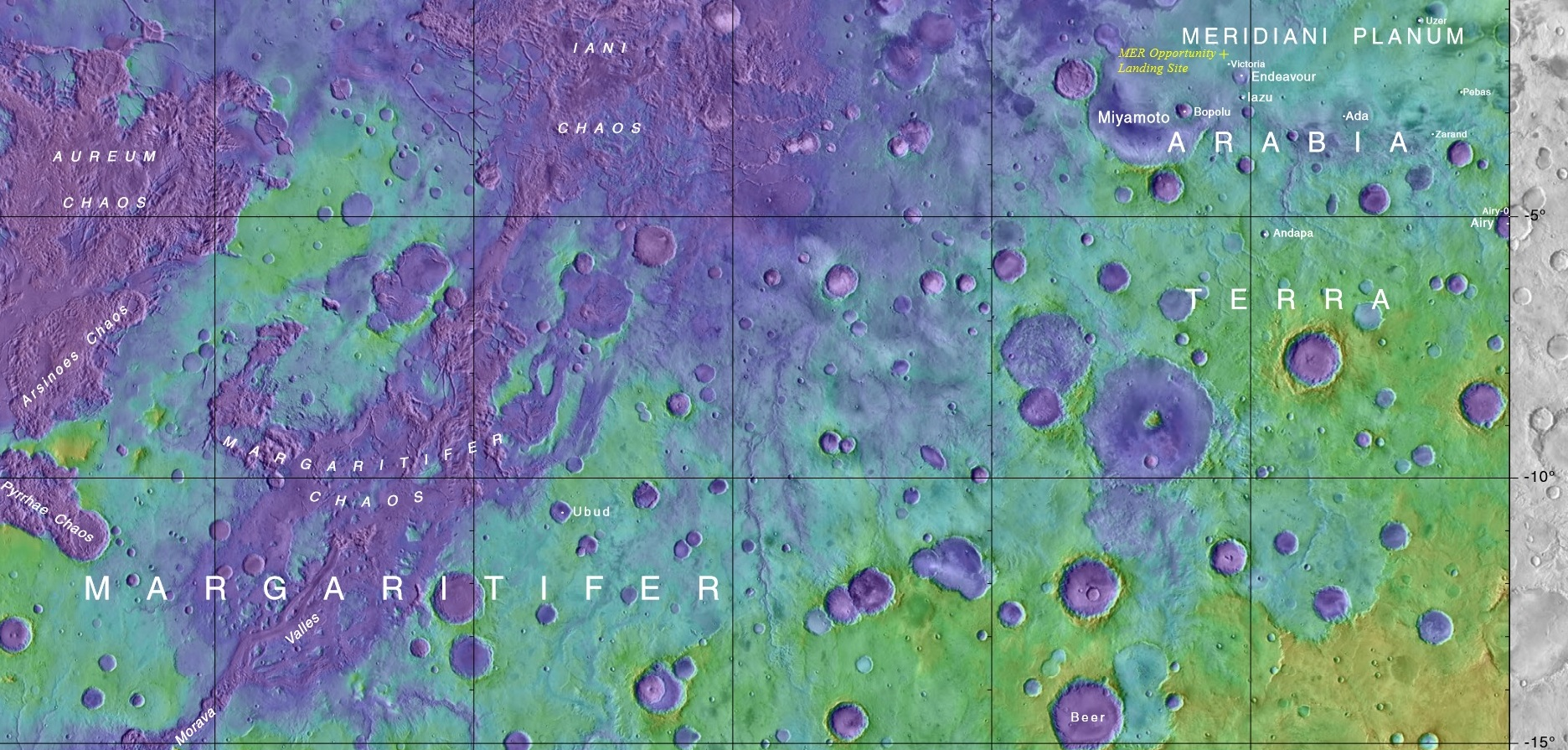
显示阿耳西诺厄斯混沌位置(最左边)的地图
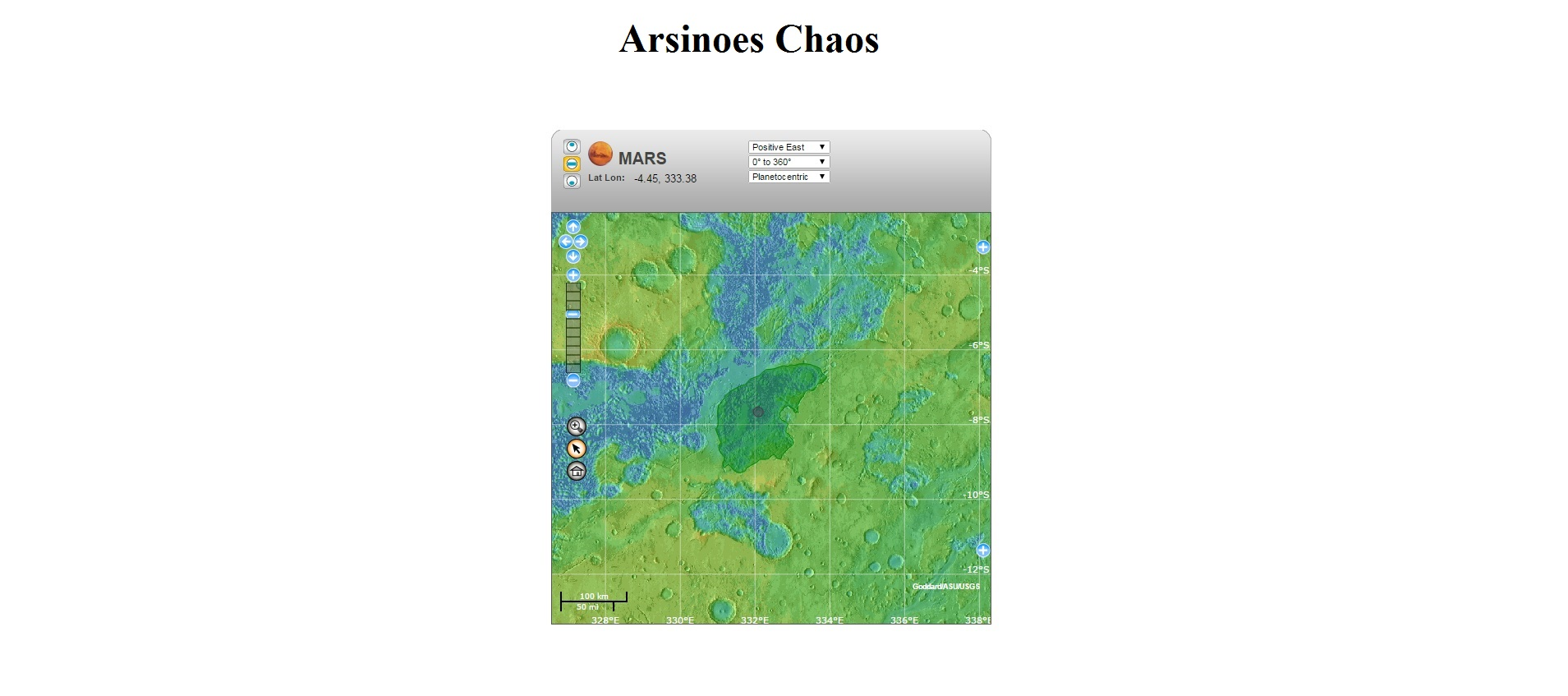
中间深绿色区代表了阿耳西诺斯混沌的范围。

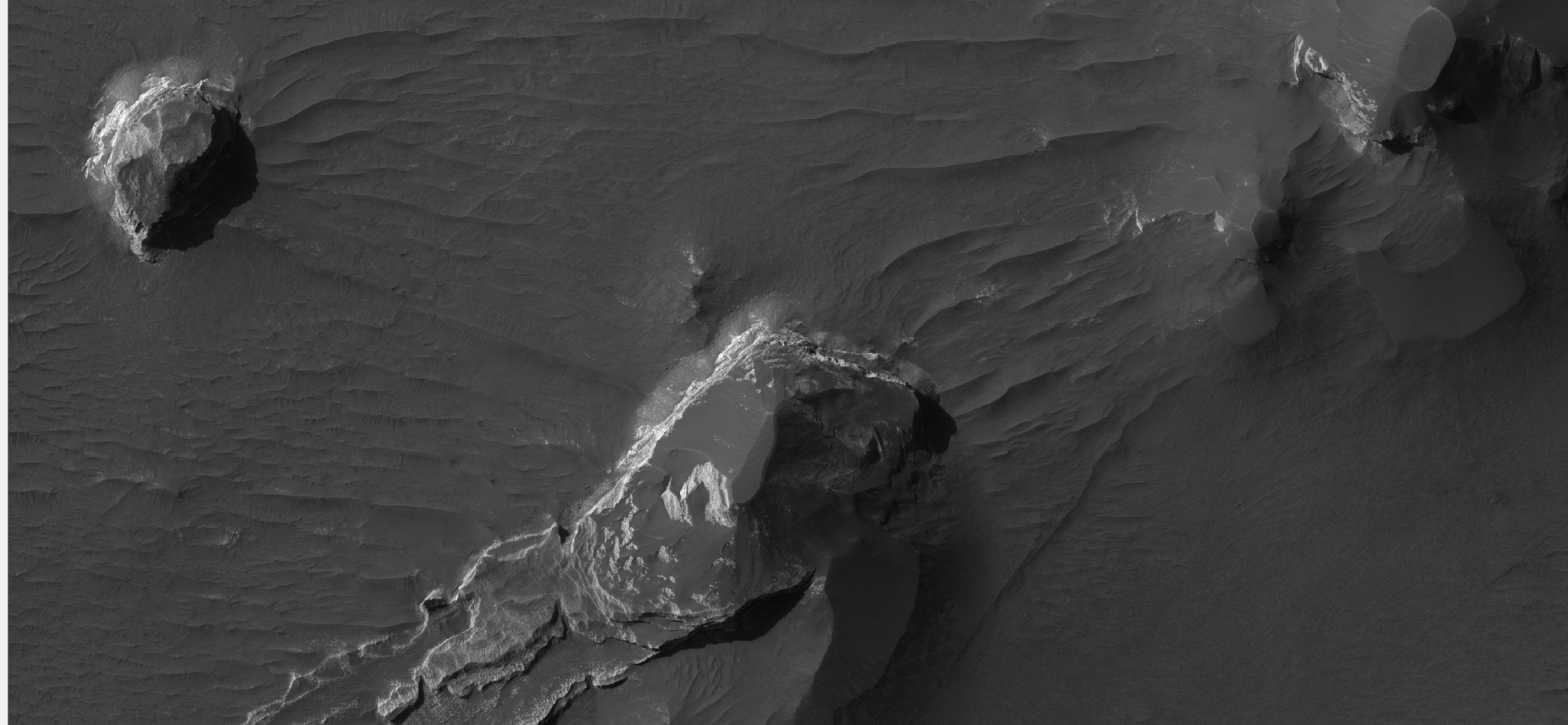
阿尔西诺斯混沌区中一些浅色调的岩层。
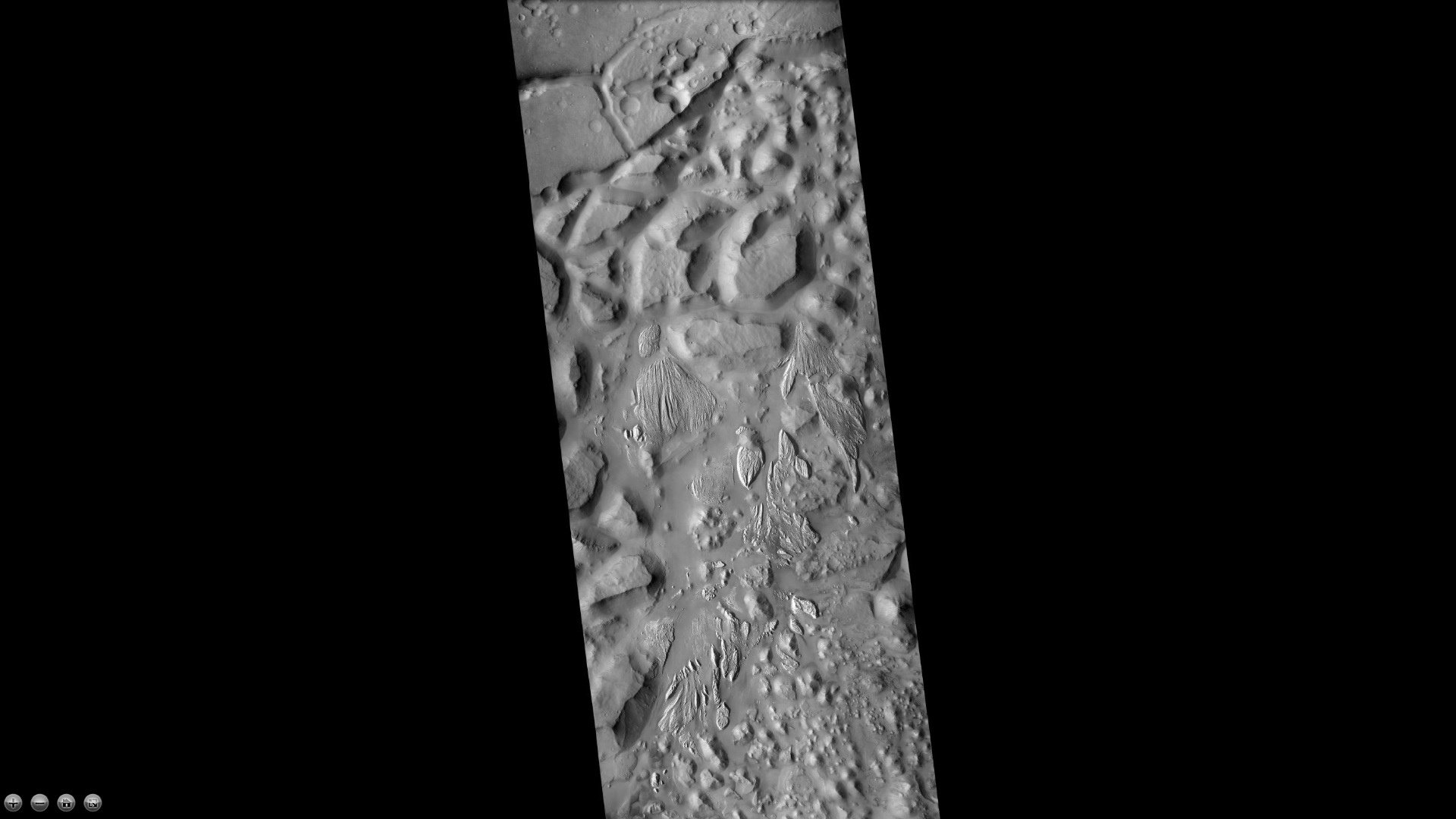
阿尔西诺斯混沌区中浅色沉积物，火星侦察轨道器背景相机拍摄。
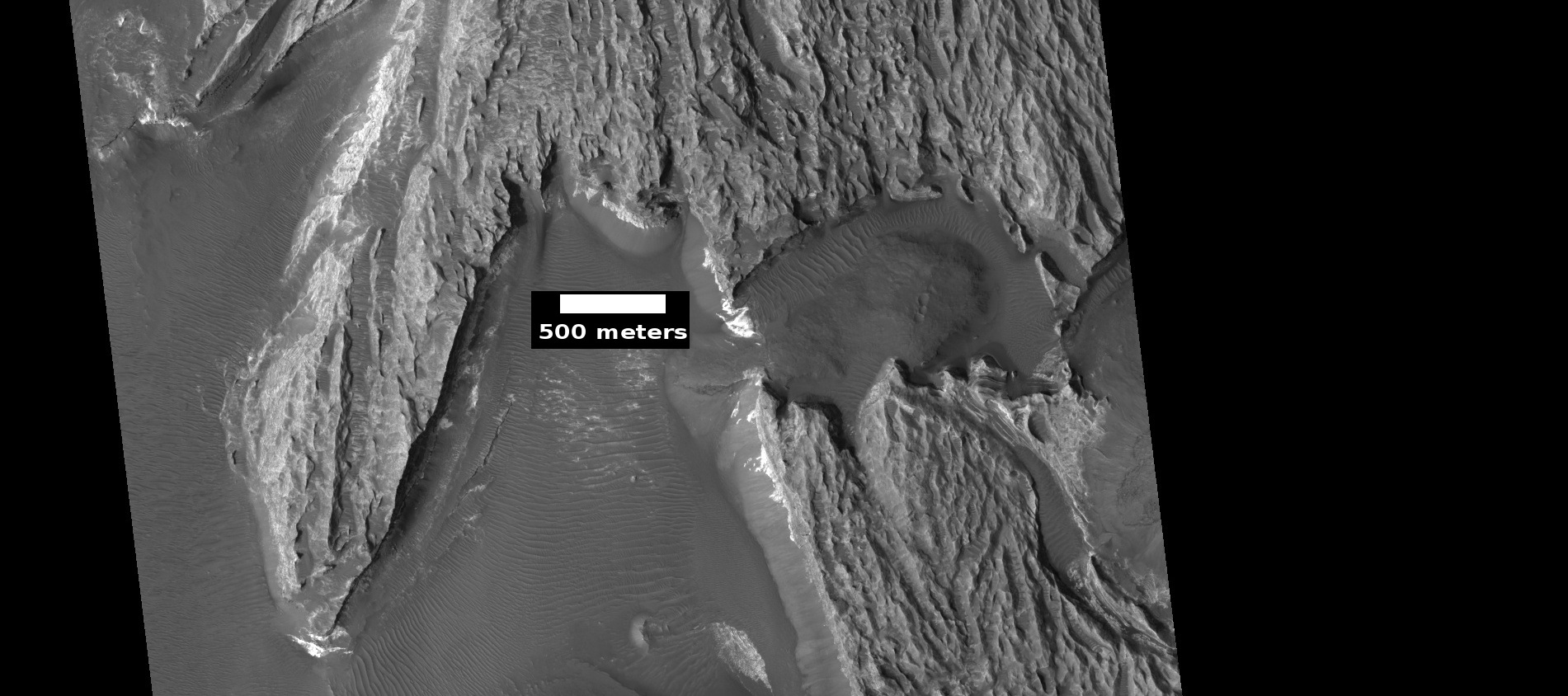
阿尔西诺斯混沌区中浅色沉积物，注意：该区域可在前一幅阿耳西诺厄斯混沌图像中找到，火星侦察轨道器背景相机拍摄。
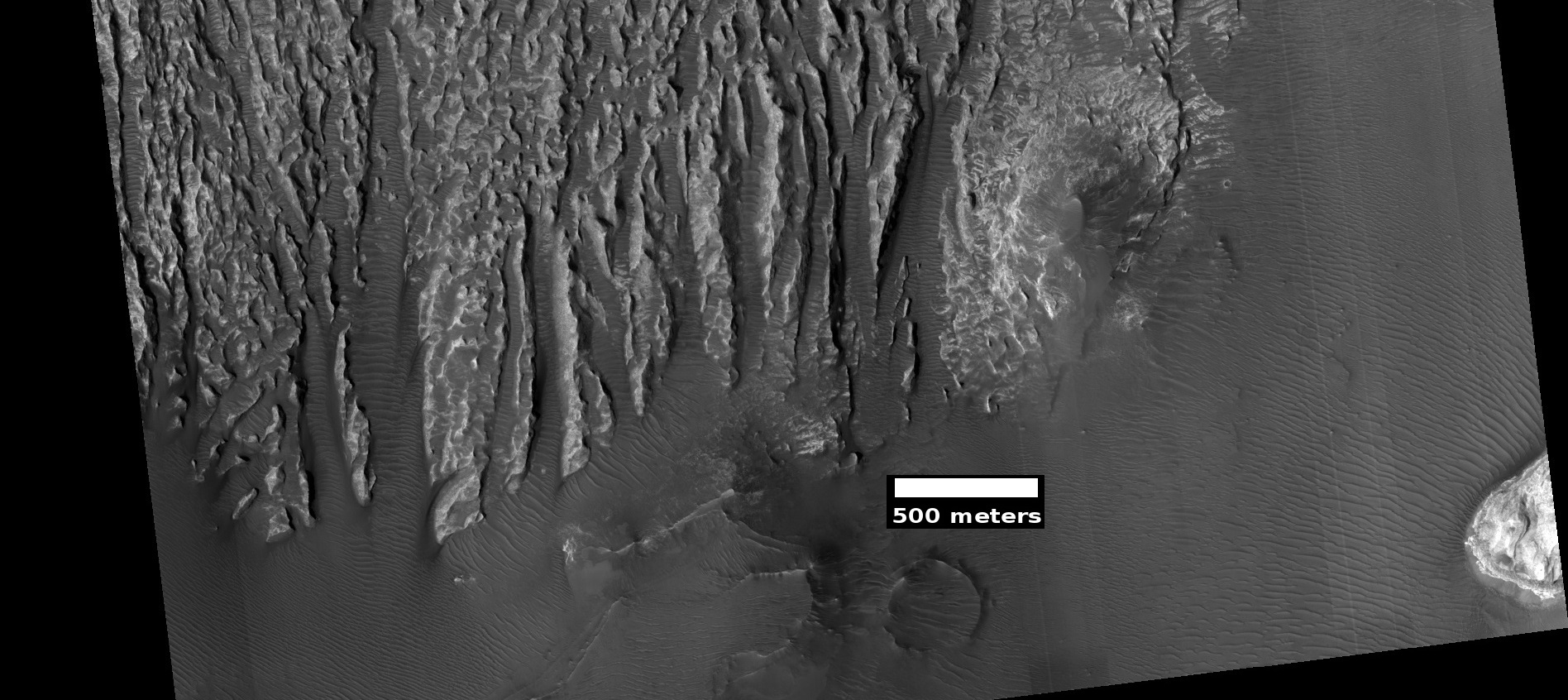
形成于浅色地层中的雅丹地貌及周围黑色的火山玄武岩砂。
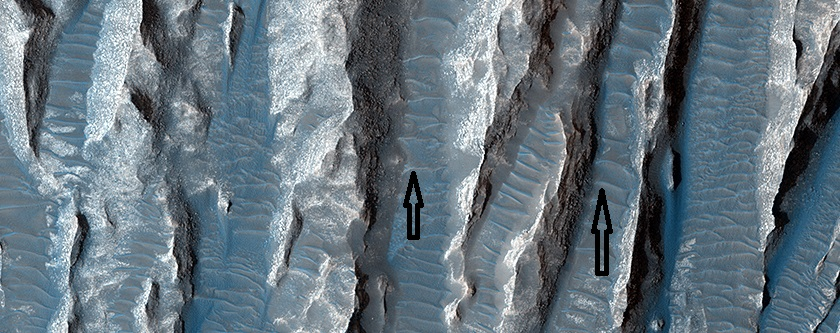
雅丹地形特写，箭头指向横向的埃奥利亚山脊(简称“TAR's”)，一种沙丘类型。

## 另请参阅
- 火星混沌地形区列表